# Sultanhanı (Bünyan)
Sultanhanı ist ein Ort im Bezirk Bünyan der türkischen Provinz Kayseri. Bis 1998 war Sultanhanı ein Dorf, seit der damaligen Ernennung des Provinzzentrums Kayseri zur Büyükşehir Belediyesi ist es ein Ortsteil des Bezirkszentrums Bünyan. Der Ort liegt an der Fernstraße D-260, die Kayseri im Südwesten mit Şarkışla und weiter mit Sivas im Nordosten verbindet. Die Entfernung (Luftlinie) nach Bünyan beträgt etwa 15, die nach Kayseri etwa 40 Kilometer. 
Im Ortszentrum liegt die seldschukische Karawanserei Sultanhanı, die dem Ort den Namen gab. Sie ist nicht zu verwechseln mit der bekannteren Karawanserei Sultanhanı in der Provinz Aksaray. In der Nähe des Ortes liegt ein Hügel, in dem bei Bauarbeiten für die Eisenbahnstrecke Kayseri-Sivas die späthethitische Stele von Sultanhanı gefunden wurde.